# کارلوس خیمنس
کارلوس خیمنس (اسپانیایی: Carlos Jiménez‎؛ زادهٔ ۱۰ فوریهٔ ۱۹۷۶) بازیکن بسکتبال اهل اسپانیا بود.
وی در مسابقات کشوری و بین‌المللی در مجموع برندهٔ ۱ مدال طلا، ۴ مدال نقره، ۲ مدال برنز شده‌است.